# Colt 1848 Dragoon
Le Dragoon Model 1848 est un revolver se chargeant à l'avant du barillet, mise à feu par des capsules à percussion, à simple action fabriqué en 19 100 exemplaires dans l'usine de  Samuel Colt à Hartford, Connecticut entre 1848 et 1861. 

## Histoire
En 1848, l'armée américaine l'adopte comme successeur du Colt Walker, il était du même calibre .44, mais plus léger, avec un barillet plus court et un canon de 7 1/2 pouces, rarement 8 pouces (Canon du Walker 9 pouces). Le modèle 1848 possède les caractéristiques de la plupart des revolvers Colt à chargement par la bouche. 
Le Dragoon était l'arme de la troupe montée, il n'était pas porté dans un étui à la ceinture mais dans un holster devant la selle. Environ la moitié des Colt Dragoon furent achetés par le gouvernement américain pour équiper la cavalerie, le reste était destiné au marché civil et 700 exemplaires furent vendus en Angleterre. En 1860, l'armée américaine adopta comme successeur le Colt 1860 Army, arme plus légère, du même calibre, avec un canon de 8 pouces.

## Manipulation
Le chargement de ce revolver à capsules (dit cap & ball) se fait par l'avant du barillet : la poudre, une bourre pour combler le vide entre poudre et balle, la balle, posée de façon à affleurer le bord du barillet en utilisant le levier-refouloir, puis on passe au chargement de la chambre suivante. À la fin, on remplit de graisse le creux autour des balles pour empêcher l'humidité de pénétrer en cas de long stockage, ainsi que pour empêcher la flamme issue d'une chambre voisine d'allumer plusieurs charges alors que les balles ne sont pas face au canon, puis finalement on pose les capsules.

## Données techniques
- Munition : balles ogivale ou ronde en calibre .44 (.454), charge propulsive : 3,24 grammes de poudre noire.
- Canon démontable, rayé, les 7 rayures du canon ont un taux de rotation progressif, qui augmente de la chambre à la bouche.
- Platine avec que quatre pièces mobiles et trois ressorts.
- Pontet en laiton coulé avec la sous-garde.
- Refouloir sous le canon,
- Nez du chien comportant la hausse.

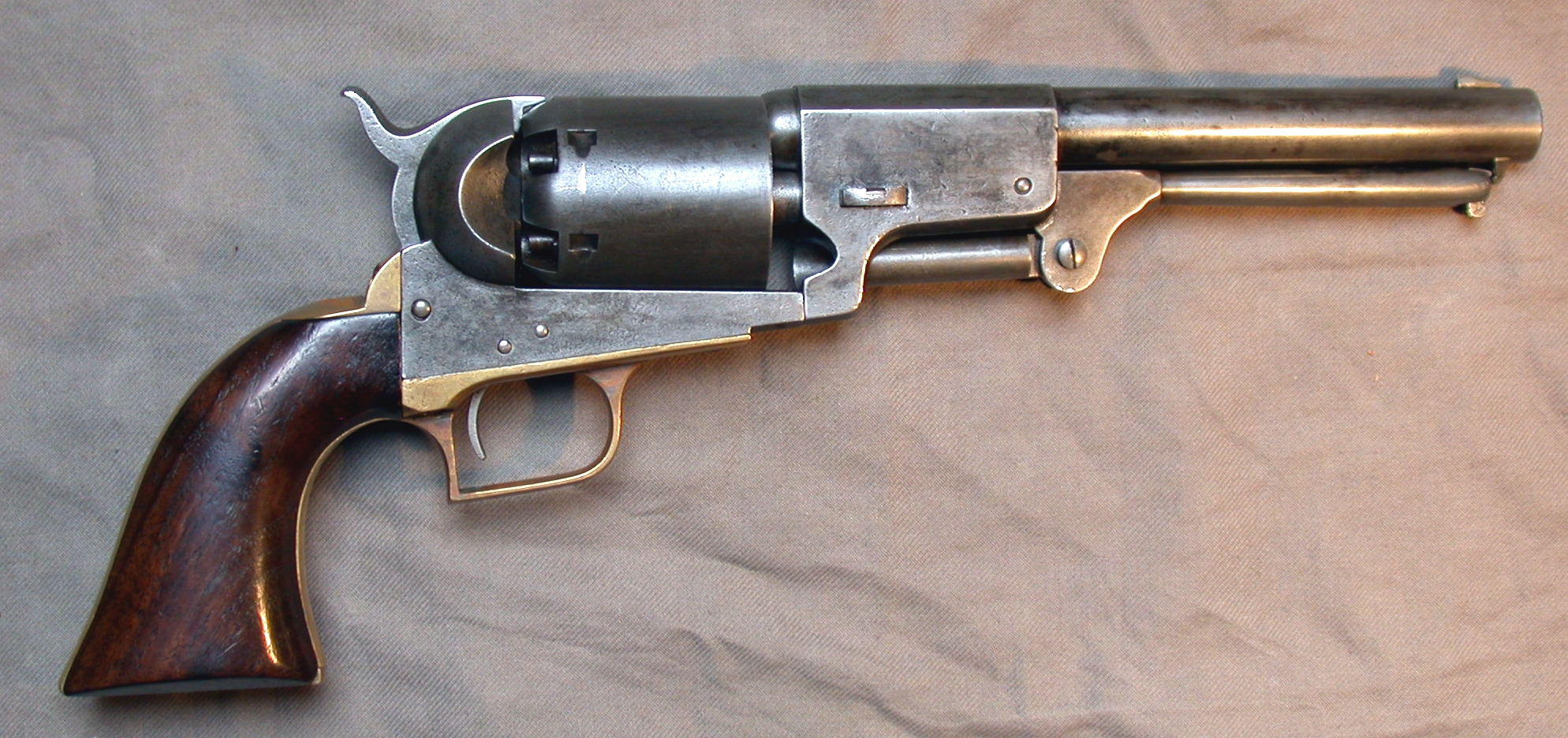
Colt Dragoon 1848 deuxième modèle

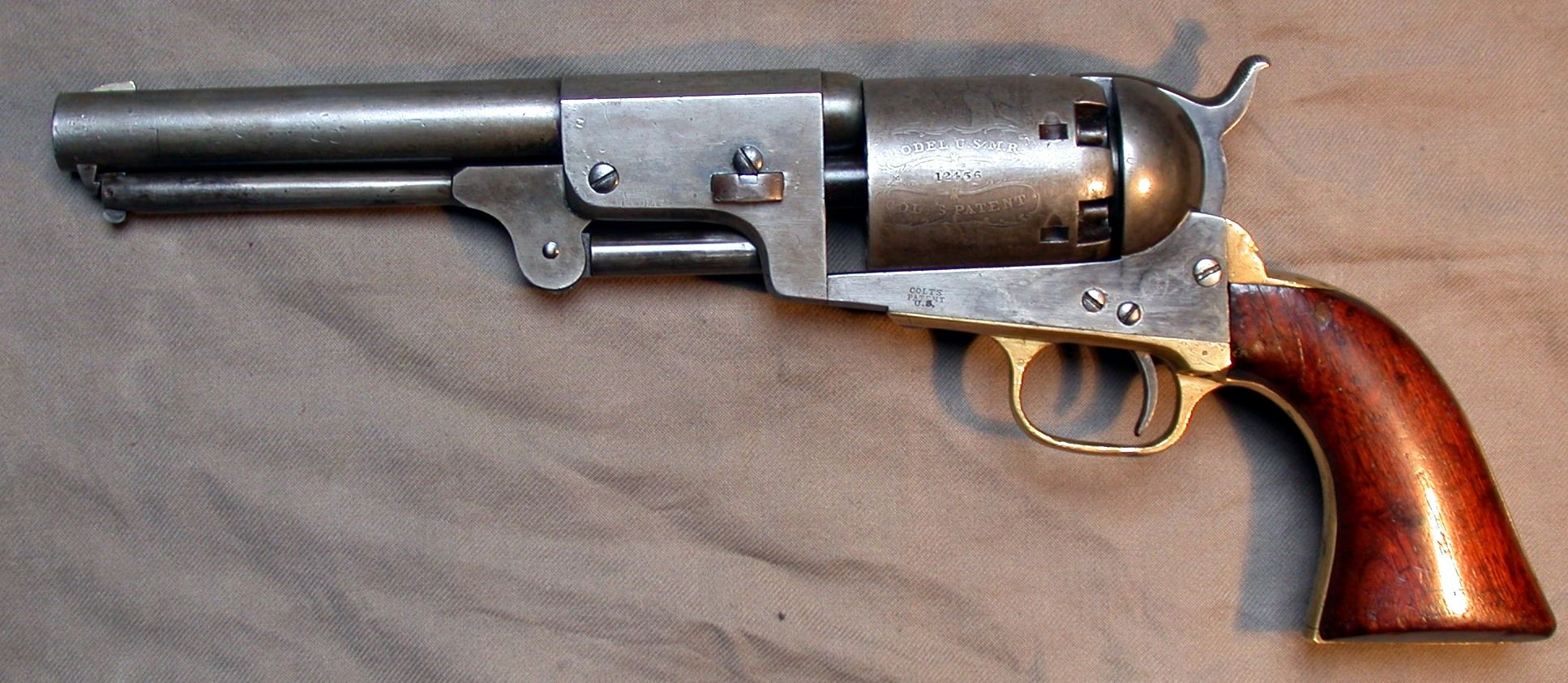
Colt Dragoon Mod 1848 troisième modèle

- Portée pratique 50 - 80 m
- Barillet : 6 coups

## Variantes
- Le premier modèle, environ 7 000 exemplaires, était fabriqué en 1848/1849. Il a, contrairement au Colt Walker, un refouloir bloqué au bout du canon. Le ressort principal en V actionne directement sur le chien. Les encoches du barillet sont rondes. Le pontet est a dos carré.
- Le deuxième modèle, fabriqué en 1849/1850 à environ 2 700 exemplaires, avait au début de la fabrication un ressort en V, qui était remplacé plus tard par un ressort droit. Entre le ressort et le chien se trouve un galet intermédiaire, monté sur le chien. Les encoches du barillet sont rectangulaire.
- Le troisième modèle, fabriqué en 1851/1861 à environ 9 400 exemplaires, a un pontet arrondi. Quelques armes de la fabrication tardive étaient équipées d'un canon de 8 pouces. D'autres avaient une crosse amovible.
- Environ 7 000 exemplaires furent fabriqués pour le marché anglais en 1852/1853.

## Gravure
La gravure présente sur le barillet de ce modèle représente une escarmouche entre des Texas Rangers et Indiens.